# Caravaca Club de Fútbol
Il Caravaca Club de Fútbol era una società calcistica con sede a Caravaca de la Cruz, nella comunità Murcia, in Spagna. 
Dopo la stagione 2010–11, in seguito a problemi economici, il presidente sposta la sede del club presso La Unión, rinominando il club Club de Fútbol La Unión.

## Tornei nazionali
- 1ª División: 0 stagioni
- 2ª División: 0 stagioni
- 2ª División B: 2 stagioni
- 3ª División: 24 stagioni

## Stagioni
| Stagione    | Categoria | Posizione |  |
| ----------- | --------- | --------- |  |
| dal 1969-70 | Regionali | —         |  |
| al 1979-80  | Regionali | —         |  |
| 1980/81     | 3ª        | 6°        |  |
| 1981/82     | 3ª        | 7°        |  |
| 1982/83     | 3ª        | 17°       |  |
| 1983/84     | 3ª        | 14°       |  |
| 1984/85     | 3ª        | 10°       |  |
| 1985/86     | 3ª        | 19°       |  |
| dal 1986-87 | Regionali | —         |  |
| al 1990-91  | Regionali | —         |  |
| 1991/92     | 3ª        | 5°        |  |
| 1992/93     | 3ª        | 2°        |  |
| 1993/94     | 3ª        | 4°        |  |
| 1994/95     | 3ª        | 5°        |  |
| 1995/96     | 3ª        | 8°        |  |

| Stagione | Categoria | Posizione |  |
| -------- | --------- | --------- |  |
| 1996/97  | 3ª        | 5°        |  |
| 1997/98  | 3ª        | 4°        |  |
| 1998/99  | 3ª        | 9°        |  |
| 1999/00  | 3ª        | 16°       |  |
| 2000/01  | 3ª        | 15°       |  |
| 2001/02  | 3ª        | 7°        |  |
| 2002/03  | 3ª        | 7°        |  |
| 2003/04  | 3ª        | 4°        |  |
| 2004/05  | 3ª        | 10°       |  |
| 2005/06  | 3ª        | 14°       |  |
| 2006/07  | 3ª        | 3°        |  |
| 2007/08  | 3ª        | 4°        |  |
| 2008/09  | 3ª        | 1°        |  |
| 2009/10  | 2ªB       | 11°       |  |
| 2010/11  | 2ªB       | 11°       |  |

## Palmarès

### Competizioni nazionali
- Tercera División: 1

2008-2009

### Altri piazzamenti
- Tercera División:

Secondo posto: 1992-1993
Terzo posto: 2006-2007